# Attimo x attimo
Attimo x Attimo es el primer álbum de la cantante italiana Anna Tatangelo.

## Lista de canciones
| #   | Canción                                                               | Duración |
| --- | --------------------------------------------------------------------- | -------- |
| 01. | "Corri" L. Chiaravalli, L. Sacchezin                                  | 3:54     |
| 02. | "Tu 6 Bellissimo" D. Scudieri, F. Scudieri                            | 4:56     |
| 03. | "Little Boy" L. Chiaravalli, B. Sturiale, L. Sacchezin                | 4:23     |
| 04. | "Se Amore È" L. Chiaravalli, L. Sacchezin                             | 4:00     |
| 05. | "Attimo x Attimo" F. Zanotti, F. Volpini                              | 4:17     |
| 06. | "Volere Volare" con Federico Stragà Bungaro, C. Passavanti            | 4:19     |
| 07. | "Vicino A Te" L. Chiaravalli, L. Sacchezin                            | 4:01     |
| 08. | "L'Amore Più Grande Che C'è" L. Chiaravalli, F. Zanotti, L. Sacchezin | 4:33     |
| 09. | "Un Nuovo Bacio" con Gigi D'Alessio G. D'Alessio, V. D'Agostino       | 4:15     |
| 10. | "El Paso Pobre" L. Chiaravalli, F. Zanotti, L. Sacchezin              | 4:07     |
| 11. | "Doppiamente Fragili" D. Marchetti, M. del Freo                       | 3:54     |
| 12. | "Tu Sì 'na Cosa Grande" D. Modugno, R. Gigli                          | 2:13     |

- Datos: Q1152682